# Insecte vecteur

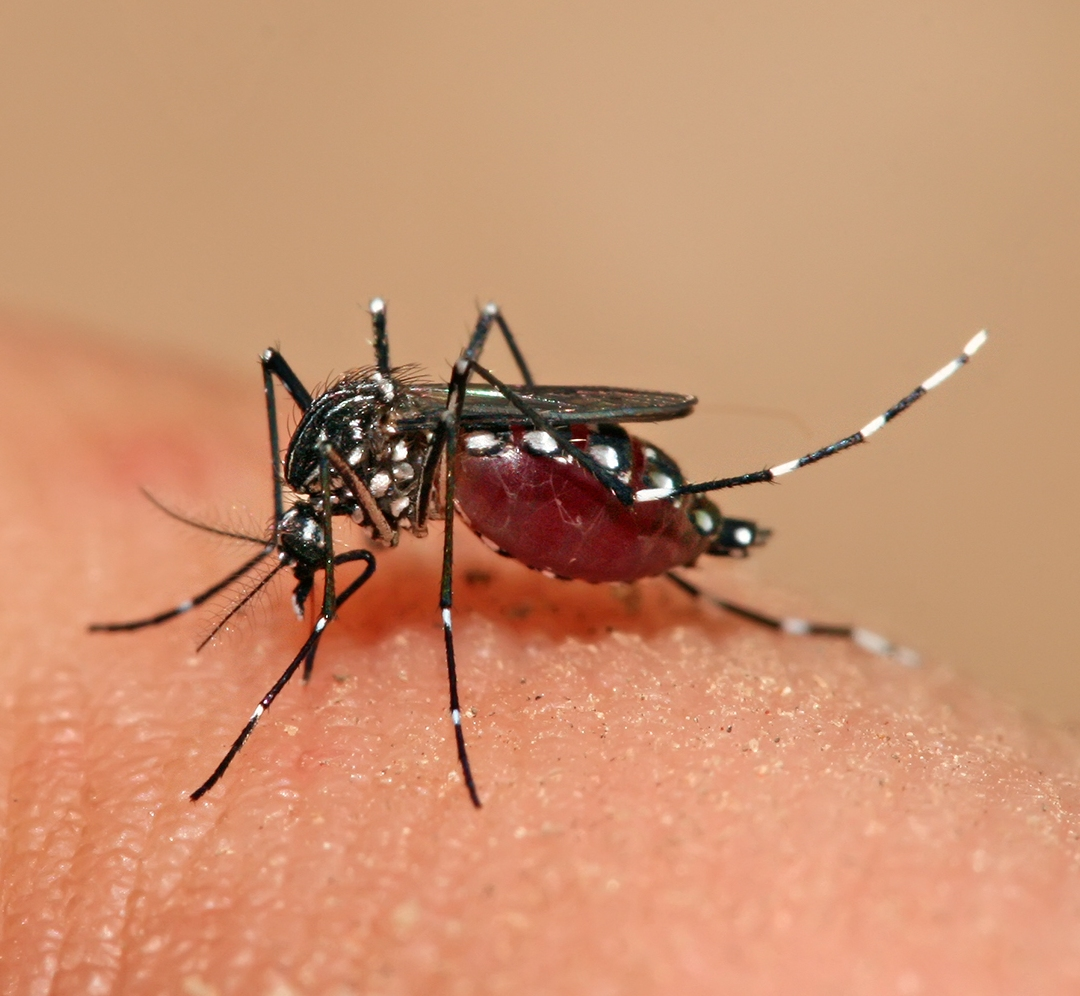
Le moustique Aedes aegypti est le principal vecteur de la dengue et de la fièvre jaune.

Un insecte vecteur est un insecte dont le cycle de vie coïncide avec celui d'un organisme pathogène, permettant à ce dernier d'être véhiculé d'un hôte à un autre. Souvent il s'agit d'insectes piqueurs (hématophages) pour les vecteurs de maladies animales ou humaines, qui transmettent l'agent pathogène lorsqu'ils viennent se nourrir de sang.
On appelle arbovirus (pour arthropod-borne virus) les virus des animaux et des humains ayant pour vecteur des arthropodes suceurs de sang : moustiques, tiques, phlébotomes.
On appelle « réservoir » une espèce animale ou végétale qui est porteuse de l'agent pathogène d'une maladie et permet ainsi aux insectes vecteurs de se contaminer en dehors de l'hôte principal.

## Tableau synoptique
| Vecteurs | Maladies transmises | Agent pathogène                      | Réservoir                                                                                          |
| --- | --- | ------------------------------------ | -------------------------------------------------------------------------------------------------- |
| Culicidae (Moustiques) | - encéphalomyélite équine orientale, fièvre des Everglades, virus J des Highlands, encéphalite de La Crosse aux États-Unis. - virus Ilheus dans les tropiques Américaines. - fièvre de la vallée du Rift, - Filariose à Wuchereria bancrofti (filaire de Bancroft), en Afrique et en Asie - encéphalite de la Vallée de Murray en Australie. - Fièvre catarrhale |                                      | |
| Genre Aedes | |                                      | |
| - Aedes aegypti - Aedes albopictus | - dengue, fièvre jaune - chikungunya, fièvre du Nil occidental, encéphalite de Saint Louis | - Flavivirus - virus, Flavivirus     | |
| Genre Anopheles | |                                      | |
| en Afrique subsaharienne - Anopheles gambiae - Anopheles arabiensis - Anopheles funestus - Anopheles moucheti - Anopheles nili - Anopheles ......                 | - paludisme (malaria) | - plasmodium                         | |
| Genre Culex | |                                      | |
| - Culex quinquefasciatus - Culex pipiens - Culex tritaeniorhynchus                                                                                                | - fièvre du Nil occidental - encéphalite japonaise - filariose, Encéphalite de Saint Louis, paludisme aviaire. | - Flavivirus - Flavivirus            | |
| Phlebotominae (Phlébotomes) | |                                      | |
| Genres Phlebotomus et Lutzomyia | Leishmanioses | Leishmania (Protozoaire)             | chien (Europe), paresseux à deux doigts (Amérique du Sud), gerbilles (Moyen-Orient, Asie Centrale) |
| Genre Lutzomyia | maladie de Carrion | Bartonella bacilliformis             | |
| Phlebotomus papatasi | Fièvre pappataci | Phlebovirus (Bunyaviridae)           | Homme                                                                                              |
| Mouches (diverses espèces) | |                                      | |
| Musca domestica, la mouche domestique | - choléra, typhus, anthrax ophtalmique |                                      | |
| Mouche tsé-tsé - Glossina palpalis - Glossina pallidipes - Glossina brevipalpis - Glossina austeni                                                                | - maladie du sommeil | - trypanosomiase                     | |
| - Simulium damnosum (Moutmout) | - Cécité des rivières | - Onchocerca volvulus                | |
| - taons (Loa loa) | - helminthoses - pasteurellose - tularémie | - vers - bactéries                   | |
| Punaises | |                                      | |
| Réduves ("vinchuca") | |                                      | |
| - Rhodnius prolixus - Triatoma infestans - Triatoma protracta - Triatoma dimidiata (Guatemala)                                                                    | - maladie de Chagas | - trypanosoma cruzi                  | |
| Punaises des lits | |                                      | |
| Puces | |                                      | |
| - Ctenocephalides felis : la puce du chat - Ctenocephalides canis : la puce du chien - Pulex irritans : la puce de l’homme - Xenopsilla cheopsis : la puce du rat | - peste - typhus murin | - Yersinia pestis - Rickettsia typhi | |
| | |                                      | |
| Poux | |                                      | |
| - Pediculus humanus corporis | - typhus | - Rickettsia prowazekii              | |

## Moyens de lutte
- Prévention
  - afin d'éviter d'être piqué :
    - emploi de moustiquaires,  d'Insecticides, de pièges, de répulsifs,
    - Vivre à l'écart des cours d'eau.

  - afin d'éviter que les moustiques ne puissent se développer :
    - éviter tous les récipients pouvant se remplir d'eau et où les larves pourraient se multiplier,
    - mettre des poissons prédateurs dans les cours d'eau (Tilapia),
- campagnes d'éradication,
- lâchers de mâles stériles.